# Saadet Ier Giray
Saadet Ier Giray (né vers 1492/1494 et mort à Constantinople en  1539) est un khan de Crimée ayant régné de 1524 à 1532.

## Origine
Saadet Giray avait été envoyé par son père Mengli Giray comme otage à la Sublime Porte. Le jeune prince « au visage de lune aux joues de rose, aux sourcils en forme d'arc, lumière digne du trône et de la couronne de l'univers  » avait attiré l'attention du sultan Selim Ier, amateur de jeunes hommes et « dont le cœur fut accroché aux boucles du jeune prince »...
C'est dans ce contexte qu'il obtient l'investiture pour le khanat de Crimée en avril 1524 et qu'il s'impose à la tête d'une armée ottomane et de janissaires à ses parents et aux clans féodaux mongols dont plusieurs chefs sont exécutés.

## Règne
Dès son avènement, il nomme comme « Kalga » ou « qalgha » (i.e. héritier premier) son neveu, le futur Devlet Ier Giray. Il propose ensuite au prince Vassili III de renouveler l'alliance entre la Russie et la Crimée. Il souligne toutefois au Russe qu'il est le protégé du sultan que Hussein, le khan d'Astrakan est son ami, que Sahib Ier Giray, khan de Kazan, est son frère, et qu'il est obéi par la Horde Nogaï et les « Valaques ».
Son attachement aux coutumes et mœurs turques le rend impopulaire auprès de ses sujets, et son neveu, Islam Giray, le frère de Ghazi Ier Giray, n'hésite pas à s'opposer à lui.
Les troupes du khanat effectuent un raid contre la Lituanie pour exiger le versement d'un tribut car le khan estime que les versements annuels effectués par le grand-prince de ce pays se déprécient.
En 1527, une expédition contre Kolomna et Moscou échoue et se solde par l'exécution de ses ambassadeurs. Saadet Ier Giray n'hésite pas à en faire porter la responsabilité sur Islam Ier Giray, qui était à l'origine du projet. Toutefois, sentant monter la défiance de la population à son égard, il abdique en 1532 après 9 ans et 3 mois de règne. Il se retire à Constantinople avec son Kalga Devlet Giray et devient un pensionné du sultan. Il meurt en 1539.